# New Zealand Football Championship 2006-2007
L'edizione 2006-2007 del campionato neozelandese di calcio vide la vittoria dell'Auckland City FC.

## Regular season
| Posizione | Squadra         | Giocate | Vinte | Pareggiate | Perse | Fatti | Subiti | DR  | Punti |
| --------- | --------------- | ------- | ----- | ---------- | ----- | ----- | ------ | --- | ----- |
| 1         | Waitakere Utd   | 21      | 15    | 2          | 4     | 47    | 23     | +24 | 47*   |
| 2         | YoungHeart      | 21      | 14    | 3          | 4     | 58    | 30     | +28 | 45    |
| 3         | Auckland City   | 21      | 12    | 6          | 3     | 50    | 30     | +20 | 42*   |
| 4         | Canterbury Utd  | 21      | 9     | 4          | 8     | 33    | 30     | +3  | 31    |
| 5         | Team Wellington | 21      | 7     | 6          | 8     | 37    | 34     | +3  | 27    |
| 6         | Hawke’s Bay Utd | 21      | 4     | 4          | 13    | 29    | 49     | -20 | 16    |
| 7         | Southern United | 21      | 2     | 6          | 13    | 19    | 51     | -32 | 12    |
| 8         | Waikato         | 21      | 3     | 5          | 13    | 19    | 45     | -26 | 14    |

- il primo classificato vince la Regular Season e si qualifica alla finale dei playoff.
- La seconda e la terza classificata si qualificano alla semifinale dei playoff.

## Playoff
- Semifinale: 25 marzo: YoungHeart 1-3 Auckland City FC
- Finale: 16 aprile: Waitakere United 2-3 Auckland City FC

Le due finaliste si qualificano all'Oceania Champions League 2008